# 阿拉坦合力苏木
阿拉坦合力苏木是中华人民共和国内蒙古自治区锡林郭勒盟东乌珠穆沁旗下辖的一个苏木。
2012年1月20日，内蒙古自治区人民政府批复同意分别从额吉淖尔镇、嘎达布其镇划出部分区域，设置阿拉坦合力苏木，辖巴达拉呼、巴彦杭盖、阿拉坦合力、布力彦4个嘎查，驻齐都仁高勒。

## 行政区划
阿拉坦合力苏木下辖以下村级行政区划单位：
阿拉坦合力嘎查、布力彦嘎查、巴达拉呼嘎查和巴彦杭盖嘎查。